# Antonio María Escobedo y Rivero

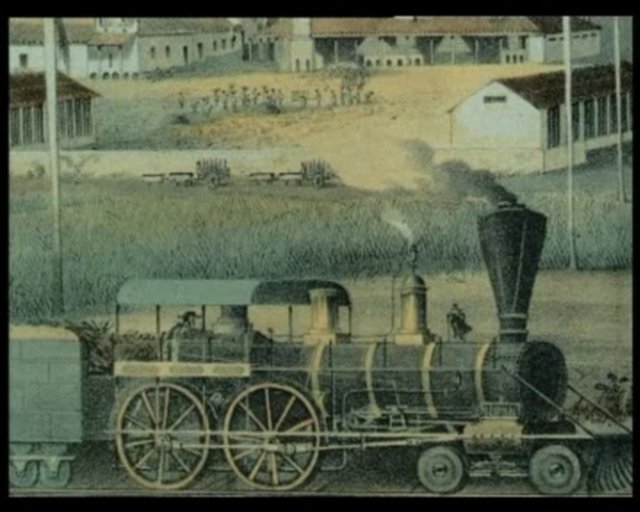
Antonio-María Escobedo y Rivero impulsó la construcción del Ferrocarril La Habana-Güines (1837), primera línea férrea de Hispanoamérica y de España..

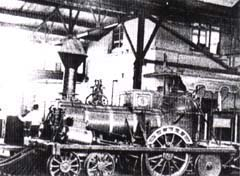
Locomotora del Ferrocarril La Habana-Güines (1837).

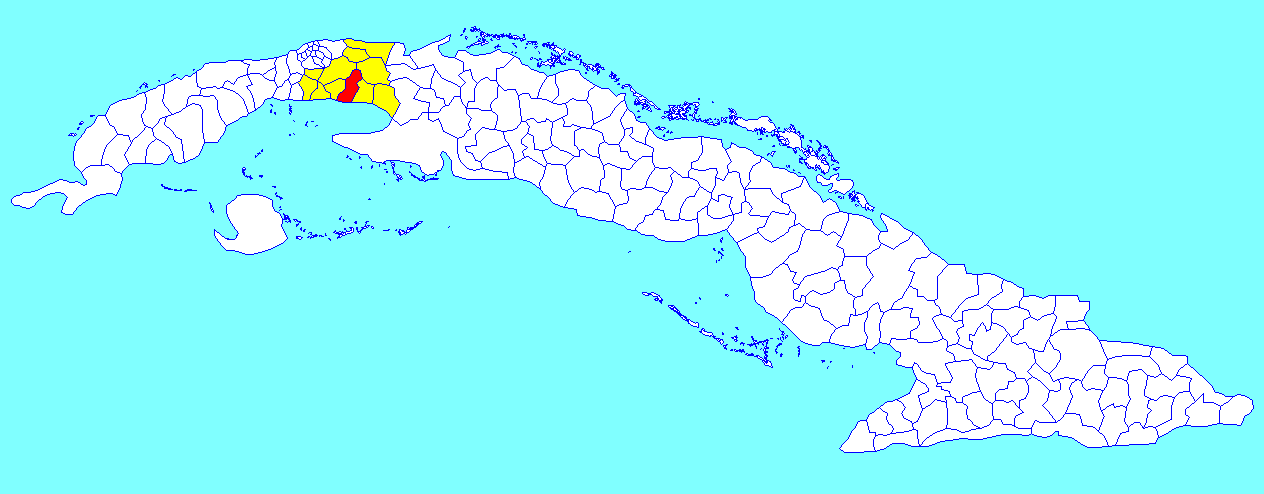
Ubicación de la localidad de Güines (en rojo) y de la provincia de Mayabeque (amarillo), en Cuba.

Antonio María Escobedo y Rivero (La Habana, Cuba, 19 de abril de 1798 — 6 de octubre de 1871), I conde del Puente, fue un Alto funcionario de la Administración española en la Cuba de mediados del siglo XIX.
Hijo de José Marcelino Escobedo y del Olmo, Abogado, natural de San Agustín de la Florida, se estableció en Cuba a finales del siglo XVIII, y María Josefa Rivero y Ayala. Casó en La Habana, el 13 de julio de 1827, con María Anastasia Vicenta Josefa López de Ganuza y de la Barrera, de cuyo matrimonio nació María Josefa Anastasia de Escobedo y López de Ganuza. 
Jefe de Administración Civil en Cuba, Depositario de la Local de Rentas de La Habana; e Intendente Honorario de la Provincia.
Destacó por ser miembro de la Comisión Directiva que fundó el Ferrocarril La Habana-Güines que, inaugurado el 10 de noviembre de 1837, fue la primera línea férrea de Cuba, España y de Hispanoamérica. Así, se adelantó casi once años a la primera línea ferroviaria inaugurada en la España peninsular (Barcelona-Mataró) inaugurada en 1848. Fue gestor y administrador de la infraestructura ferroviaria, después de su inauguración.
Su hermano era Nicolás Manuel Escobedo y Rivero, abogado, Diputado a Cortes por La Habana en 1837, fundador del diario «El Observador Habanero», catedrático de Derecho Político de la Universidad de La Habana, fallecido en París en 1840.